# Parnassius széchenyii
Parnassius széchenyii là một loài bướm ngày sinh sống ở vùng núi cao được tìm thấy ở miền tây Trung Quốc và Tây Tạng. Nó thuộc chi Parnassius, họ Papilionidae.

## Hình ảnh

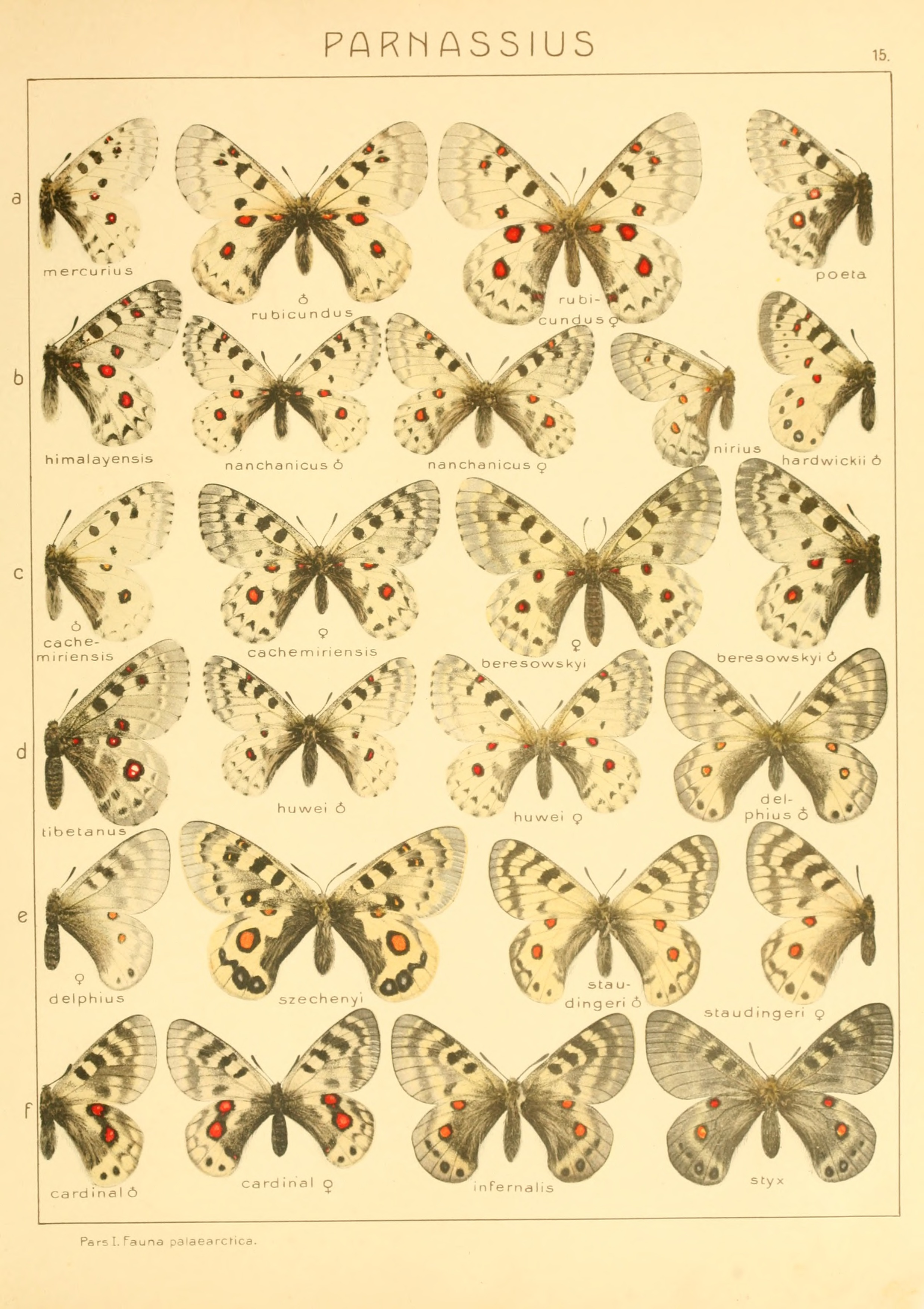